# Rojas partido
Rojas egy partido Argentína középpontjától keletre, Buenos Aires tartományban. Székhelye Rojas.

## Népesség
A partido népessége a közelmúltban a következőképpen változott:
| Év   | Lakosság |
| ---- | -------- |
| 2001 | 22 622   |
| 2010 | 23 432   |